# Presses universitaires de Namur
 (janvier 2024).
Les Presses universitaires de Namur sont une maison d'édition universitaire créée en 1972, peu après les Presses universitaires de Liège (créées en 1970).
Elles font aujourd'hui partie de la Bibliothèque universitaire Moretus Plantin de l'Université de Namur.

## Activités
Elles sont associées avec la librairie en ligne de documents scientifiques i6doc de la coopérative Ciaco. Elles sont également partenaires de l'Association des éditeurs belges.
Certaines publications sont librement accessibles sur la plateforme de diffusion OpenEdition Books.
Les PUN n'éditent aucune revue scientifique.